# Linum schiedeanum
Linum schiedeanum är en linväxtart som beskrevs av Adelbert von Chamisso och Schlecht.. Linum schiedeanum ingår i släktet linsläktet, och familjen linväxter. Inga underarter finns listade i Catalogue of Life.